# Kevin Dillard
Pour les articles homonymes, voir Dillard.
Kevin Dillard, né le 15 octobre 1989 à Homewood dans l'Illinois, est un joueur américain de basket-ball possédant également la nationalité albanaise.